# Adonisea oleagina
Adonisea oleagina är en fjärilsart som beskrevs av Morrison 1875. Adonisea oleagina ingår i släktet Adonisea och familjen nattflyn. Inga underarter finns listade i Catalogue of Life.